# جوفتي فودي
زهوفتي فودي (Жовті Води) هي مدينة في مقاطعة دنيبروبيتروفسكا في أوكرانيا.
يبلغ عدد سكانها حوالي 48954 نسمة.